# 义亭镇
义亭镇，中国浙江省金华市义乌市下辖的一个镇。

## 辖区
该镇辖有：陈家居委会、义亭居委会、荷店塘居委会、旺吴桥居委会、义亭车站居委会、重阳居委会、白塘村、山景村、鲍宅村、下宇村、全村、前宅村、后张村、市口村、西后畈村、西吴村、西杨村、张家村、吴村、傅宅村、陇一村、陇二村、陇三村、陇四村、田塘村、西田村、青肃村、上宅村、车路村、上滕村、下店村、下滕村、先田村、西楼村、大楼村、缸窑村、何店村、前屋村、俞村、上胡村、陈店村、木桥村、叶前村、枧畴村、杭畴村、古亭塘村、龙华院村、下新屋村、芦塘下村、念亩山村、雅文楼村、石塔一村、石塔二村、王山顶村、新樊村、仰科郑村、新西河村、王阡一村、王阡二村、王阡三村、王莲塘村、铜山前村、里后张村、白塔塘村、畈田朱村、早溪塘村、上鲍西塘村、下鲍西塘村、